# Hans Wilhelm von Schack
Hans Wilhelm von Schack (* 24. Oktober 1791 in Berlin; † 25. September 1866 in Magdeburg) war ein preußischer General der Infanterie und Generalgouverneur der unter preußischer Verwaltung stehenden sächsischen Länder sowie Erbherr auf Stechau und Ritter des Johanniterordens.

## Leben

### Herkunft

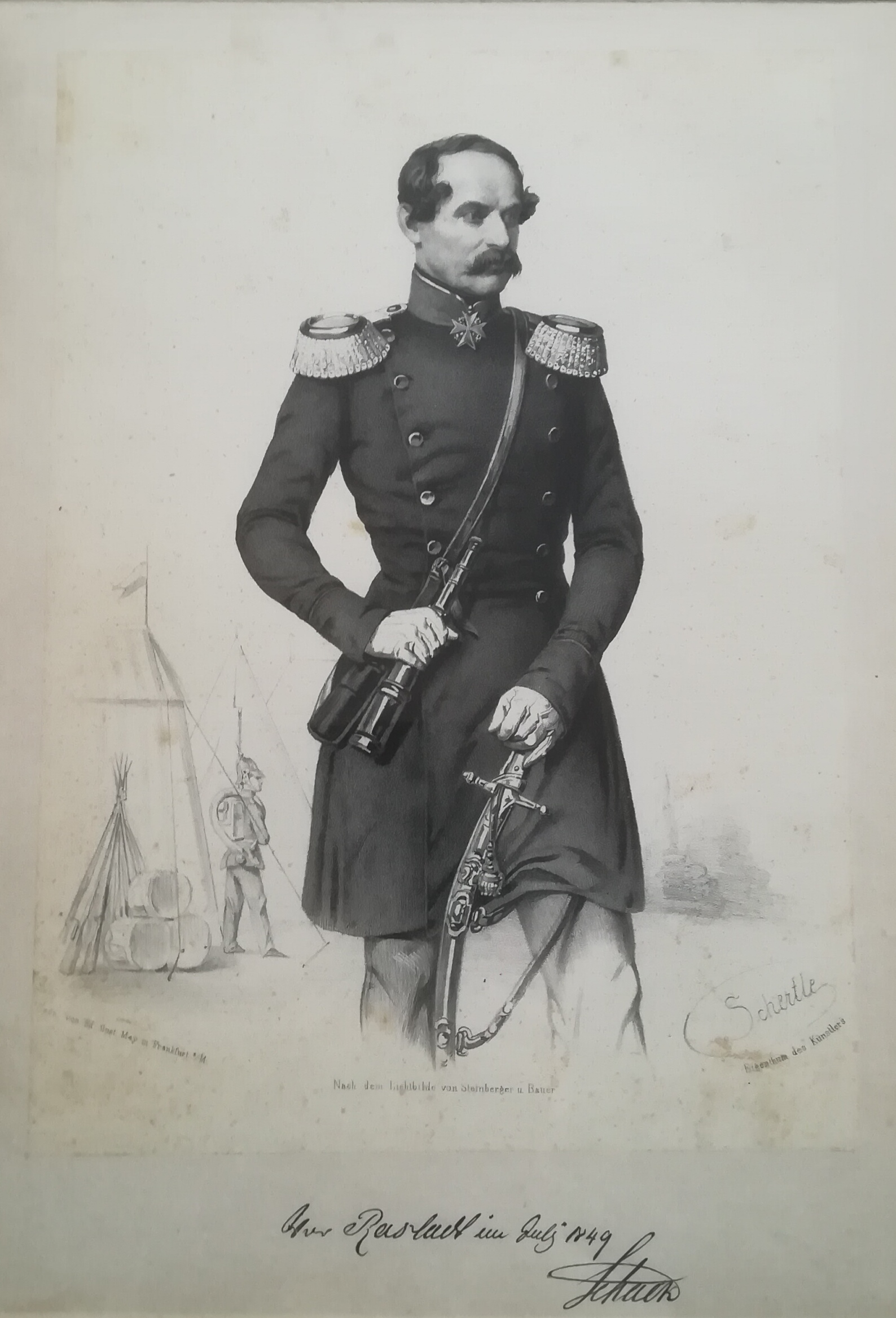
Hans Wilhelm v. Schack vor Rastatt im Juli 1849

Wilhelm entstammt dem Müssener Zweig des lüneburgisch-uradeligen Geschlechts der Herren von Schack. Er war der älteste Sohn des preußischen Generalmajors Wilhelm Georg von Schack (1752–1827) und dessen Ehefrau Auguste Elisabeth Henriette, geborene von Borcke (1764–1830). Seine Brüder waren der Generalmajor Wilhelm von Schack, der Generalmajor Ferdinand von Schack (1787–1846) und der Generalmajor August von Schack (1793–1864). Seine Schwager waren der Generalmajor Florian von Seydlitz (1777–1832) und der Hofmarschall des Prinzen Wilhelm von Preußen Hans Karl Dietrich von Rochow (1791–1857). Sein Vetter und enger Freund war Johann Georg Emil von Brause. Die Zeichnerin Wilhelmine Auguste von Schack war seine Nichte.

### Militärkarriere
Schack besuchte die Kadettenhäuser im Kalisch und Berlin. Am 19. Oktober 1806 wurde er als Junker im Korps Blücher der Preußischen Armee angestellt und dort am 9. Dezember 1806 zum Fähnrich befördert. Nach seiner Vereidigung am 22. Dezember 1806 nahm er noch 1807 am Feldzug teil.
Am 4. Januar 1807 kam Schack zum 6. Ostpreußischen Reserve-Bataillon und am 22. April 1807 als Sekondeleutnant zum Leichten Bataillon „von Schill“. Am 20. August 1808 wurde er in das Leib-Infanterie-Regiment versetzt. Im Feldzug von 1812 wurde er im Gefecht bei Schlockhof verwundet und kämpfte bei Dahlenkirchen und Garossenkrug. Dafür erhielt Schack am 18. Oktober 1812 den Orden Pour le Mérite. Am 16. Juni 1813 stieg er zum Premierleutnant auf und wurde am 19. Juni 1813 in das 2. Garde-Regiment zu Fuß versetzt. In den Befreiungskriegen kämpfte Schack in den Schlachten bei Großgörschen, Bautzen, Dresden, Leipzig, Arcis-sur-Aube, LaFere-Champenoise, Paris und Belle Alliance sowie in den Gefechten bei Prina, Gießhübel, Altenburg, Güldengossa, Troyes, Nogent-Sur-Seine, Provins, Dormans, Pont-sur-Seine und den Belagerungen von Maubeuge und Landrecies. Dabei erwarb er sich in Belle Alliance das Eiserne Kreuz II. Klasse und bei Landcrecier den Russischen Orden der Heiligen Anna II. Klasse mit Brillanten. Zudem wurde er am 9. Oktober 1814 Stabskapitän und am 8. April 1815 in die Adjutantur versetzt.
Am 24. April 1815 wurde er zum Hauptmann befördert und am 21. April 1816 zum Kompaniechef im 34. Infanterie-Regiments ernannt. Am 17. März 1820 kam er zum 35. Infanterie-Regiment, am 26. Juni 1822 schied er aus dem Regiment aus und wurde zur Disposition gestellt. Am 26. August 1823 kam Schack als Hauptmann und Kompaniechef mit Patent vom 12. April 1815 in das 20. Infanterie-Regiment. Dort wurde er dann am 17. Mai 1825 Major und etatsmäßiger Stabsoffizier. Am 1. April 1831 wurde er zum Kommandeur des Füsilier-Bataillons ernannt. Am 30. März 1838 beauftragte man Schack mit der Führung des 20. Landwehr-Regiments und am 24. Januar 1839 folgte seine Ernennung zum Regimentskommandeur. Dazu wurde er am 30. März 1839 Oberstleutnant mit Patent vom 2. April 1839 und am 10. September 1840 Oberst. Als solcher kam er am 25. März 1841 als Kommandeur zum 12. Infanterie-Regiment. Dazu erhielt er am 17. September 1843 den Roten Adlerorden III. Klasse. Am 30. März 1844 kam er als Kommandeur in das 32. Infanterie-Regiment, wurde aber bereits am 22. März 1845 Kommandeur der 8. Infanterie-Brigade in Erfurt. In dieser Eigenschaft folgte am 27. März 1847 seine Beförderung zum Generalmajor.
Am 2. Mai 1849 wurde er Kommandeur der 3. Division, die zur Bekämpfung der Badischen Revolution bei Erfurt zusammen gezogen wurde. Diese Division – bestehend aus einer Infanteriebrigade und einer Kavalleriebrigade sowie zwei Batterien Artillerie – nahm am Gefecht bei Ladendorf und am Federbach teil. Für einen Ausfall bei Rauenthal erhielt er den Badischen Orden vom Zähringer Löwen. Am 15. September 1849 wurde er zur Verfügung des Prinzen von Preußen gestellt. Am 20. September 1849 erhielt er dann den Roten Adlerorden II. Klasse mit Eichenlaub und Schwertern. Am 12. Oktober 1849 wurde er zum Kommandeur der Bundesfestung Mainz ernannt, am 20. April wurde er auch Kommandeur der Besatzungsbrigade der Festung. Dazu bekam er am 8. Juni 1850 das Großkreuz des Herzoglich Sächsisch-Ernstinschen Hausordens und am 19. August 1851 die Beförderung zum Generalleutnant. Kurz danach am 9. September 1851 bekam er den Orden der Eisernen Krone I. Klasse und am 20. Oktober 1851 das Großkreuz des Verdienstordens Philipps des Gutmütigen. 1853 erhielt er vom Deutschen Bund den Auftrag, die kurhessischen, Luxemburger und nassauischen Truppen zu inspizieren.
Am 4. November 1854 wurde er dann Kommandeur der 15. Division, vom König erhielt er am 5. Januar 1856 den Roten Adlerorden I. Klasse mit Schwertern am Ring und zur Feier seines 50-jährigen Dienstjubiläums am 9. Dezember 1856 dazu die Brillanten zum Roten Adlerorden. Aus Sachsen-Weimar erhielt er am 18. Juni 1857 den Falken-Orden.
Am 3. Juni 1858 wurde er Kommandierender General des IV. Armeekorps und dazu am 31. Mai 1859 General der Infanterie. Zudem wurde er am 14. Juni 1859 zum Militärgouverneur der Provinz Sachsen ernannt. Er beantragte 1860 seinen Abschied, der aber verweigert wurde. Stattdessen wurde er am 20. September 1861 zum Chef des 2. Thüringischen Infanterie-Regiments Nr. 32 ernannt. Vom König erhielt er am 18. Oktober 1861 das Großkreuz zum Roten Adlerorden mit Schwertern am Ring und am 28. November 1861 das Großkreuz des Anhaltischen Ordens Albrechts des Bären. Am 16. Mai 1862 wurde er kurz Kommandierender General des VII. Armeekorps. Die Einheiten wurden mobilisiert, um Forderungen gegenüber Kurhessen Nachdruck zu verleihen. Am 25. Juni 1862 wurde demobilisiert und Schack erhielt für die vorbildliche Mobilisierung den persönlichen Dank des Königs. Am 17. März 1863 bekam er auch noch die höchste preußische Auszeichnung den Schwarzen Adlerorden. Da der Generalfeldmarschall Friedrich von Wrangel abkommandiert war, wurde Schack für diese Zeit am 19. Dezember 1863 Gouverneur von Berlin. Am 18. Mai 1865 gab er aber das Kommando des IV. Armee-Korps ab. Von russischer Seite erhielt er am 24. September 1864 den Alexander-Newski-Orden und anlässlich des 50. Jahrestages des Einzuges in Paris von 1814 die Silberne Erinnerungsmedaille.
Am 23. September 1865 wurde Schack à la suite des Leib-Grenadier-Regiments Nr. 8 gestellt. Dazu erhielt er die Uniform des Regiments und 2000 Taler. Noch am 8. Juli 1866 ernannte ihn der König zum Generalgouverneur der unter preußischer Verwaltung stehenden sächsischen Länder. Er starb aber bereits am 25. September 1866 in Magdeburg an einem Schlaganfall.
In seiner Beurteilung durch den Prinzen Albrecht von Preußen hieß es 1842 über ihn: „Ein sehr ausgezeichneter, vollkommen zuverlässiger Stabsoffizier, von sehr wissenschaftlicher Bildung, scharfem Verstand, mit sehr richtigen taktischen Ansichten zu einem höheren Wirkungskreise geeignet, muß daher vorzugsweise empfohlen werden.“

### Familie
Schack heiratete am 16. September 1816 in Wolde Elisabeth Luise Georgine Gräfin von Moltke (1793–1874), eine Tochter von Friedrich Detlef von Moltke (1750–1825). Das Paar hatte folgende Kinder:
- Friedrich Wilhelm (* 1817)
- August Johann Karl Wilhelm (1819–1861), Major im Regiment der Gardes du Corps ⚭ Marie Therese Weltz (1831–1899)[1]
- Friedrich Wilhelm Max (1821–1880), Major, Ritter des Johanniterordens ⚭ Magdalene Anna von Lawrenz (1827–1903)
- Elisabeth Wilhelmine Charlotte (* 1835)
- Auguste Wilhelmine (1829–1914)[2]

⚭ 1850 Thassilo Krug von Nidda (1814–1871), Generalmajor
⚭ 1873 Max von Byern (* 1835), Herr auf Zabakuck, Rittmeister a. D.
- Georg Franz Wilhelm (* 1832)
- Hans (1832–1857)